# J.R. Martinez
Jose Rene "J. R." Martinez (sinh ngày 14 tháng 6 năm 1983) là một diễn viên, cựu chiến binh người Mỹ.
Martinez sinh ra ở Shreveport, Louisiana vào ngày 14 tháng 6 năm 1983. Ông là người gốc Salvador. Ông có hai chị em đã sống với gia đình của mẹ ông ở El Salvador, và Anabel em gái của ông qua đời trước khi Martinez từng có cơ hội để gặp cô ấy. Martinez đã không bao giờ gặp cha của mình. 
Lúc lên chín tuổi, Martinez chuyển sang sống với mẹ của mình ở Hope, Arkansas. Lúc lên 17 tuổi, ngay trước năm cuối của trường trung học, anh chuyển sang Dalton, Georgia, và chơi an toàn mạnh mẽ cho các Catamounts Dalton trường trung học. Trong năm cuối của mình, Martinez bị chấn thương trật làm hỏng giấc mơ của mình để chơi bóng đá chuyên nghiệp. Tháng 9 năm 2002, Martinez gia nhập quân đội Hoa Kỳ và trải qua đào tạo cơ bản và nâng cao tại Fort Benning, Georgia, nơi ông có được kỹ năng như là một (lính bộ binh) 11B. Sau khi báo cáo đến Fort Campbell trong tháng 1 năm 2003, anh đã được chuyển sang cho đại đội Delta, Tiểu đoàn 2, Trung đoàn 502 bộ binh của Sư đoàn Không vận 101.
Trong tháng 2 năm 2003, anh đã được triển khai ở trung đông. Hai tháng sau đó, Martinez đang lái xe Humvee một khi lốp trước bên lái xe hit một IED, ông đã bị ngạt khói và bỏng nặng đến hơn 40% cơ thể của mình. Ông đã được sơ tán để Ramstein AB, Đức, chăm sóc ngay lập tức và chuyển giao cho Trung tâm y tế quân đội Brooke (BAMC) ở San Antonio, Texas. Anh đã trải qua 34 tháng tại BAMC và đã trải qua 33 ca phẫu thuật thẩm mỹ và da cấy ghép da.